# Phyllomedusa boliviana
Phyllomedusa boliviana är en groddjursart som beskrevs av George Albert Boulenger 1902. Phyllomedusa boliviana ingår i släktet Phyllomedusa och familjen lövgrodor. IUCN kategoriserar arten globalt som livskraftig. Inga underarter finns listade i Catalogue of Life.